# Gulltop
Gulltop ou Gulltoppr é, na mitologia nórdica, o cavalo de Heimdall, guardião da ponte Brifost. Este rápido e forte cavalo é capaz de voar, mesmo sem asas. 